# Флюмс
Флюмс (нім. Flums) — громада  в Швейцарії в кантоні Санкт-Галлен, виборчий округ Зарганзерланд.

## Географія
Громада розташована на відстані близько 145 км на схід від Берна, 37 км на південь від Санкт-Галлена.
Флюмс має площу 75,2 км², з яких на 4,1% дозволяється будівництво (житлове та будівництво доріг), 51,3% використовуються в сільськогосподарських цілях, 32,7% зайнято лісами, 11,9% не є продуктивними (річки, льодовики або гори).

## Демографія
2019 року в громаді мешкало 4889 осіб (+1,6% порівняно з 2010 роком), іноземців було 21,6%. Густота населення становила 65 осіб/км².
За віковим діапазоном населення розподілялося таким чином: 21% — особи молодші 20 років, 60,1% — особи у віці 20—64 років, 18,9% — особи у віці 65 років та старші. Було 2004 помешкань (у середньому 2,4 особи в помешканні).
Із загальної кількості 2635 працюючих 265 було зайнятих в первинному секторі, 1065 — в обробній промисловості, 1305 — в галузі послуг.
Станом на 2024 рік в громаді мешкає близько 20 поляків і 60 українців. Українці в статусі біженців прибули в 2022 році, в 2023 і 2024 значно менше приїхало. Це склало більше 1% населення.

## Освіта
Дві школи і дитсадок.

## Економіка

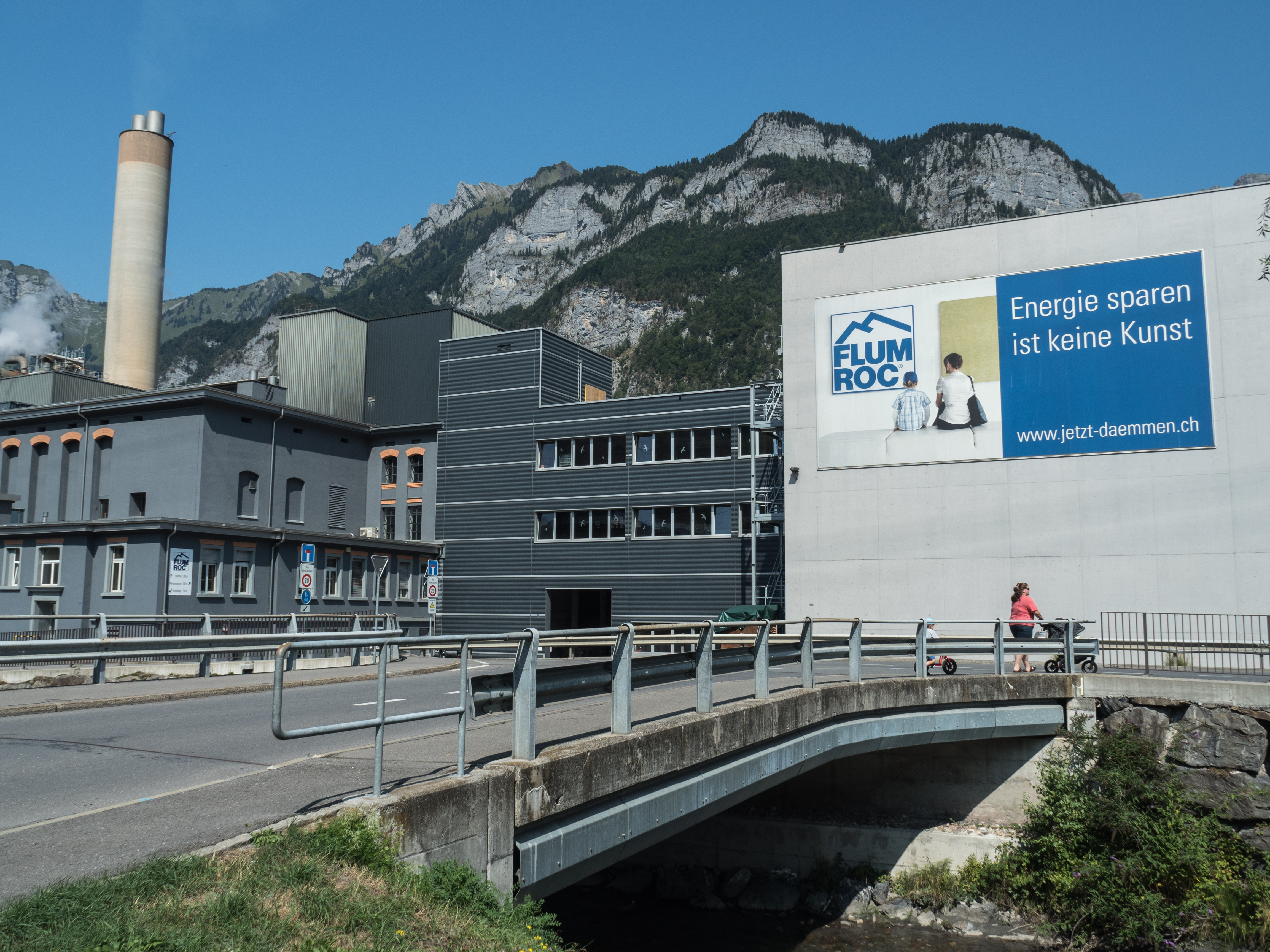
Флюмрок

Кілька заводів (найбільший Флюмрок), чотири великі супермаркети (Aldi, Lidl, Migros та Coop), Бартолет (виробник кабін), Flumroc та мельниця.
У горах розташований лижний курорт Флюмзерберг.

## Транспорт

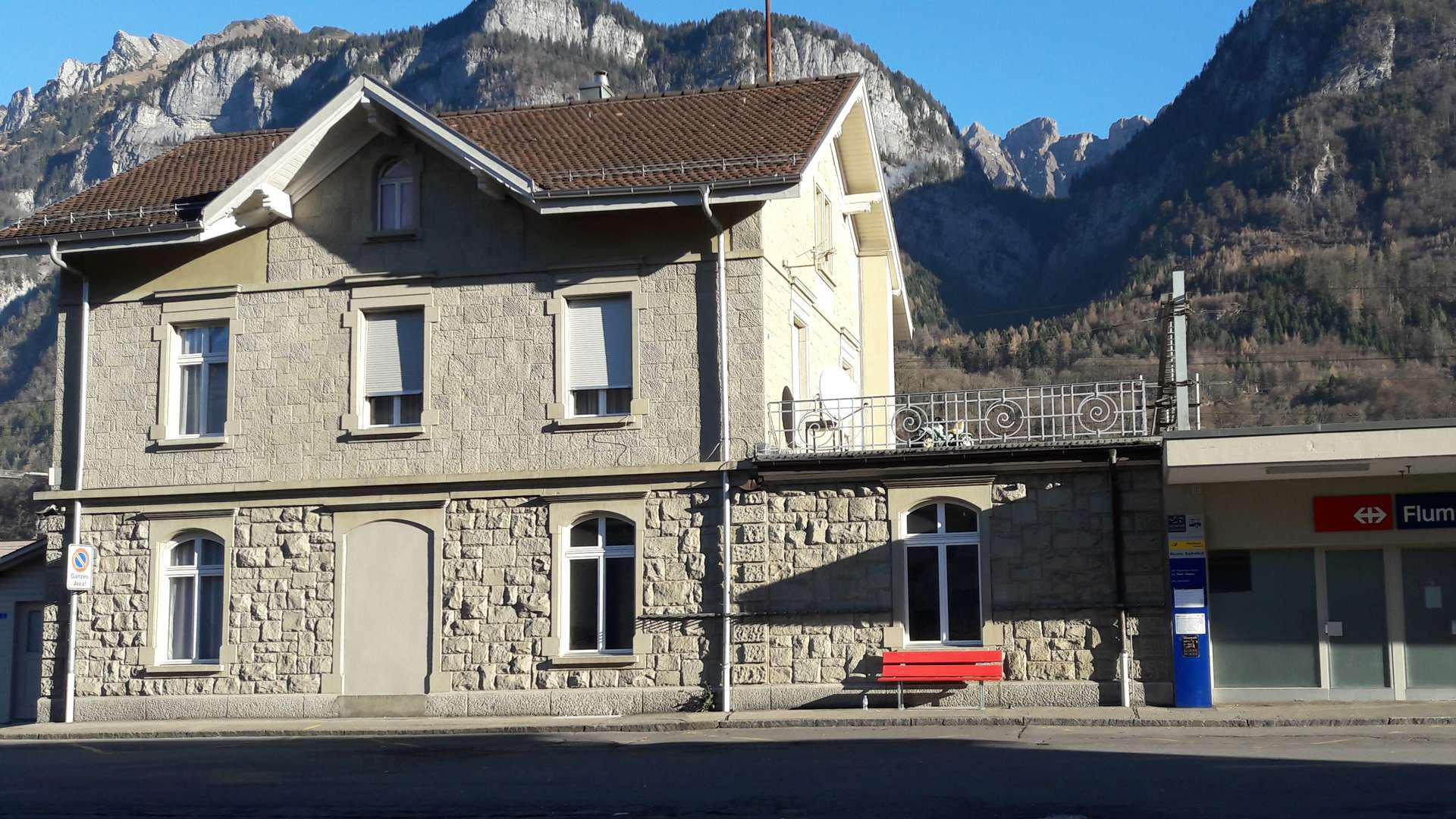
Залізнична станція Флюмс

- залізнична станція Флюмс;
- автобусні маршрути: 439, 440, 441 і 442.

## Пожежна частина
У Флюмсі є пожежна частина і пожежні автомобілі.

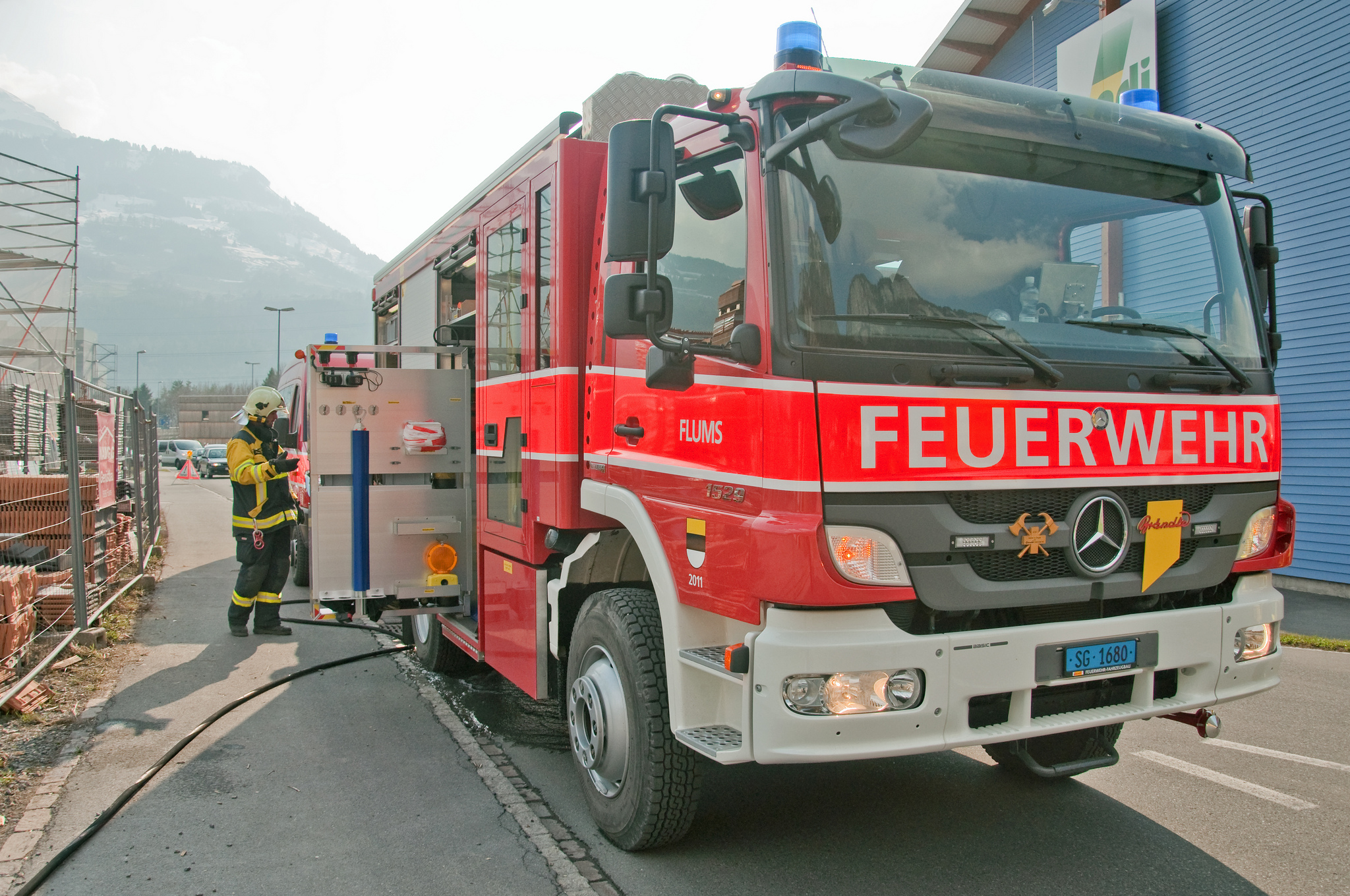
Пожежний автомобіль у Флюмсі, 2012 рік

## Пошта
У центрі Флюмса є поштове відділення.
У громаді Флюмс кілька поштових індексів:
- 8890 Flums;
- 8893 Flums Hochwiese;
- 8894 Flumserberg Saxli;
- 8895 Flumserberg Portels;
- 8895 Flumserberg Bergheim;
- 8897 Flumserberg Tannenheim;
- 8898 Flumserberg Tannenbodenalp.

## Політика

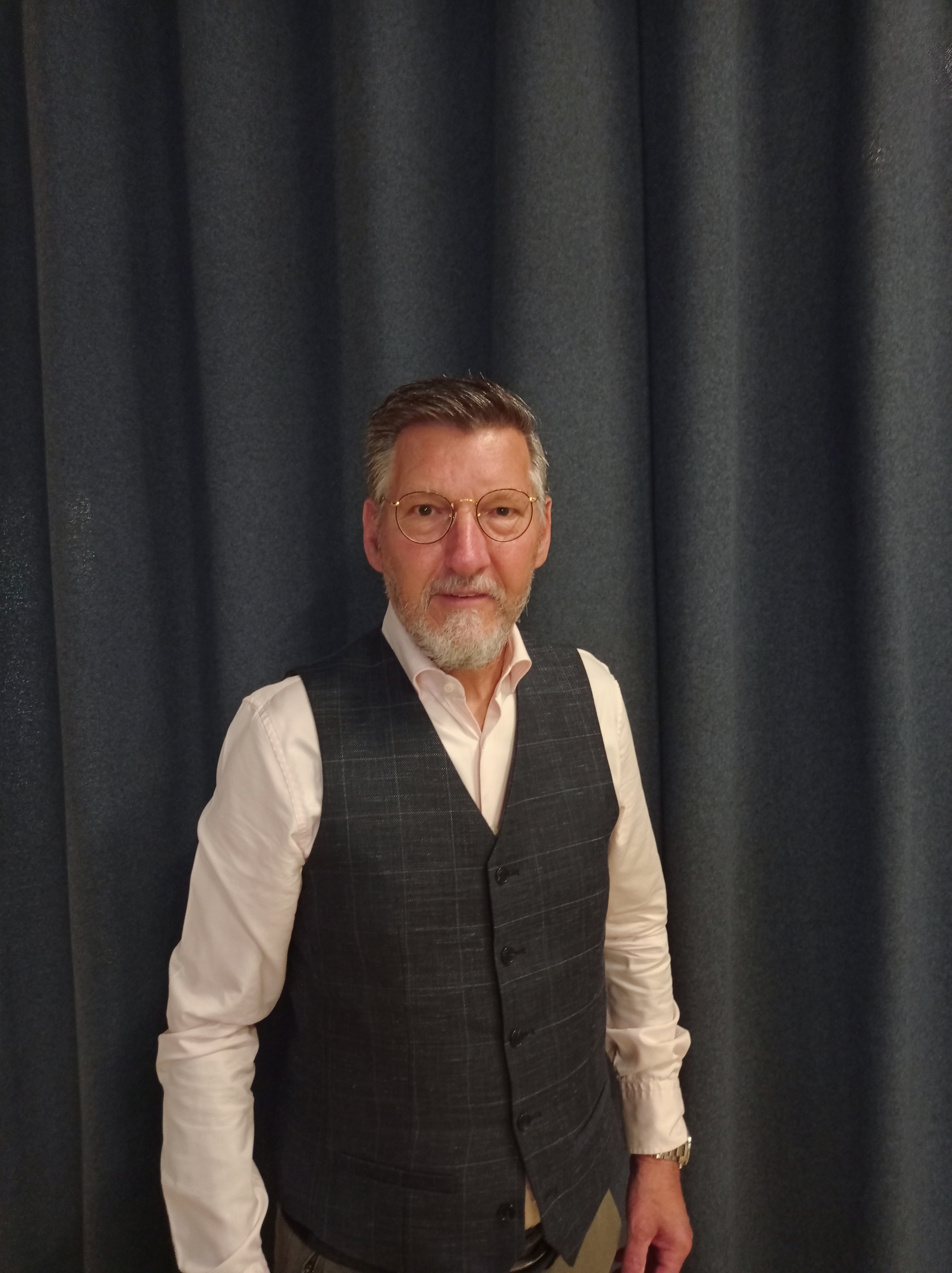
Крістоф Гулль (Gull Christoph) - президент Флюмсу, 1 липня 2023

## Галерея

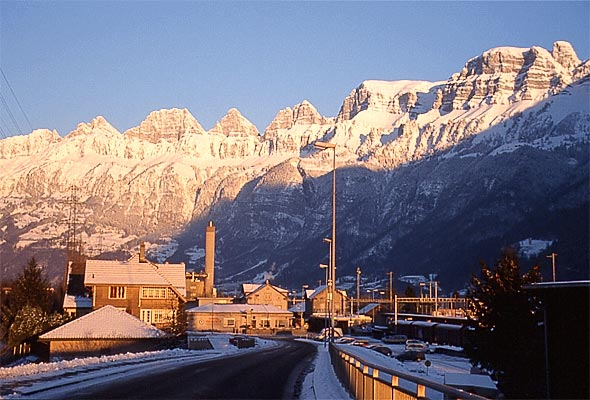
Залізничний вокзал на світанку
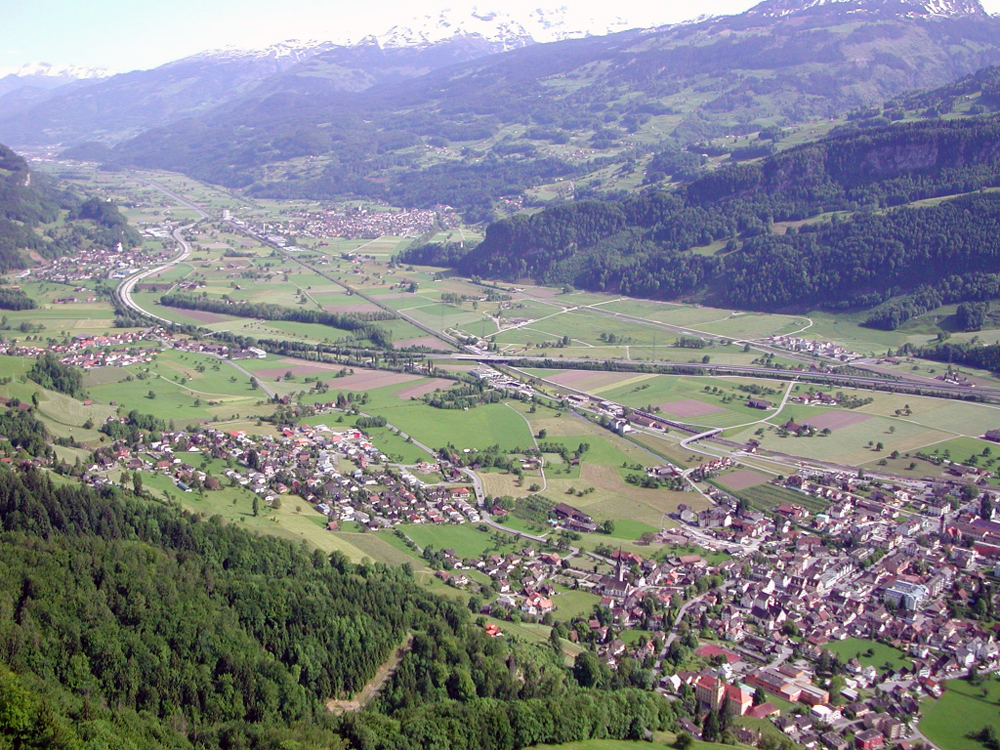
Вид з гори над Валенштадтом, Флюмс по центру
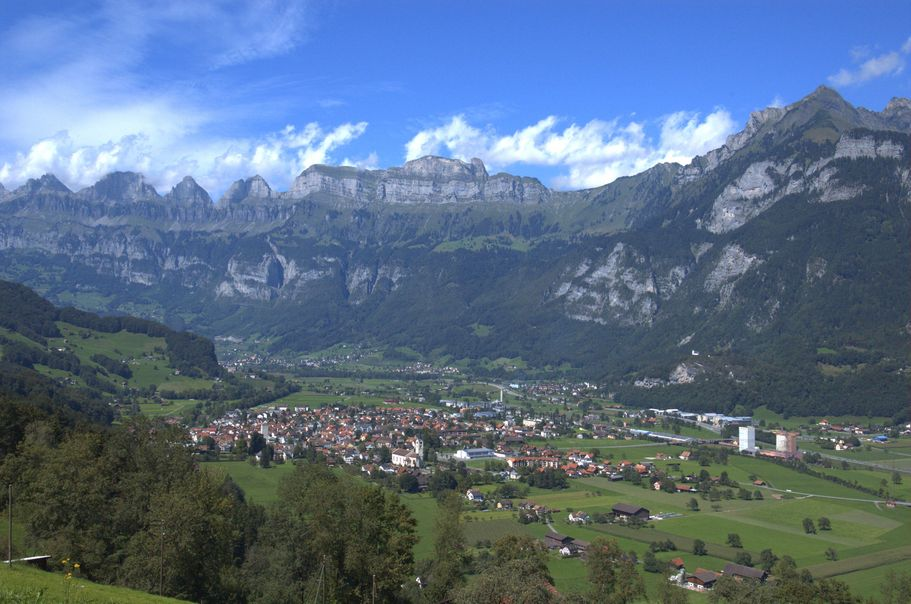
Флюмс з гори, спереду гори Курсфірстен
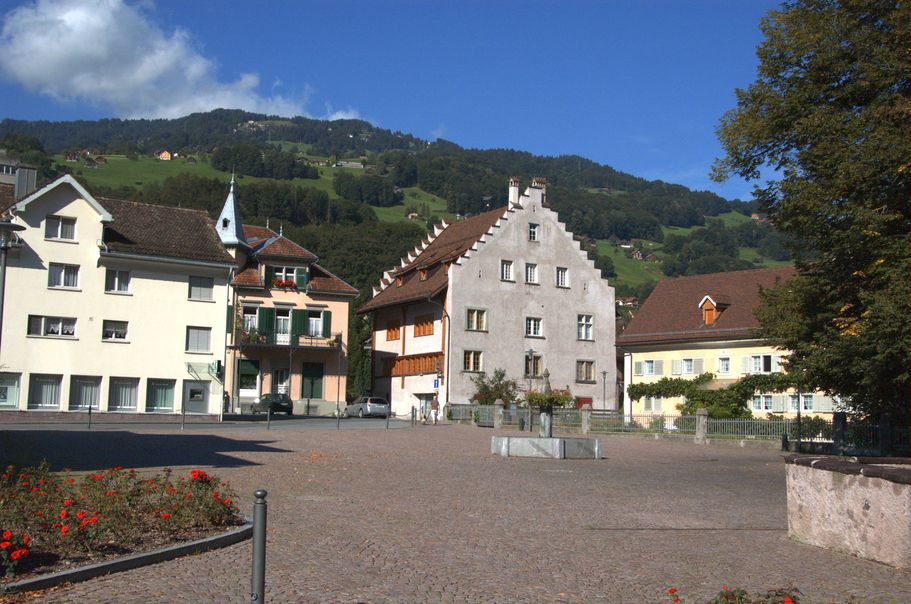
Лінденплац (Lindenplatz, площа липи)
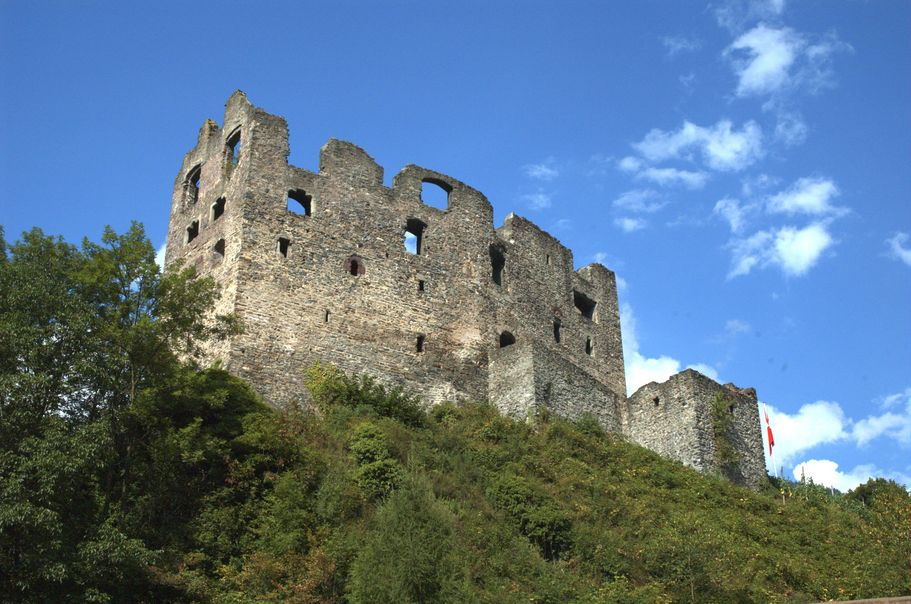
Руїни Греппланга (Ruine Gräpplang)
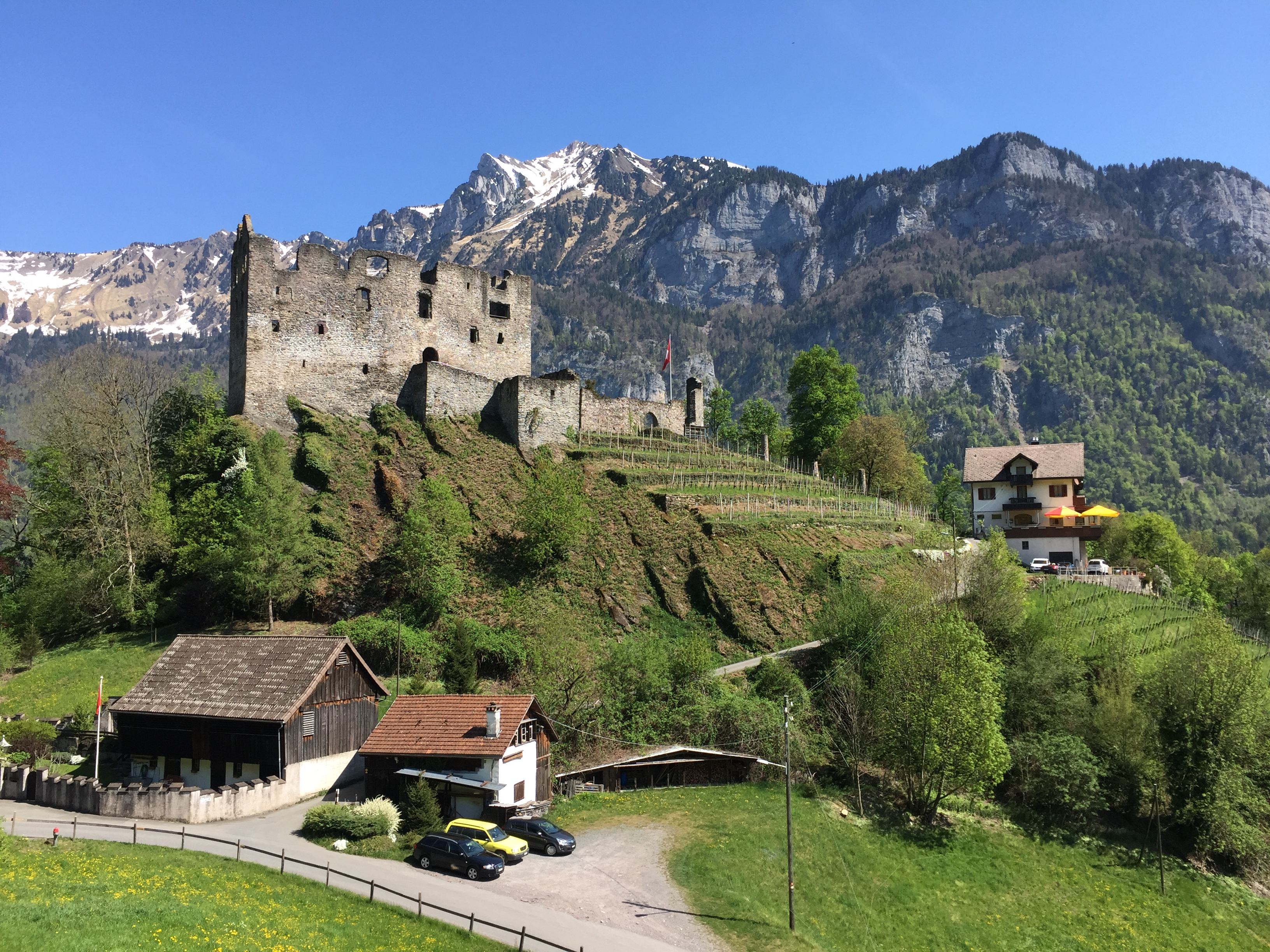
Руїни замку Греппланг (Ruine Gräpplang)
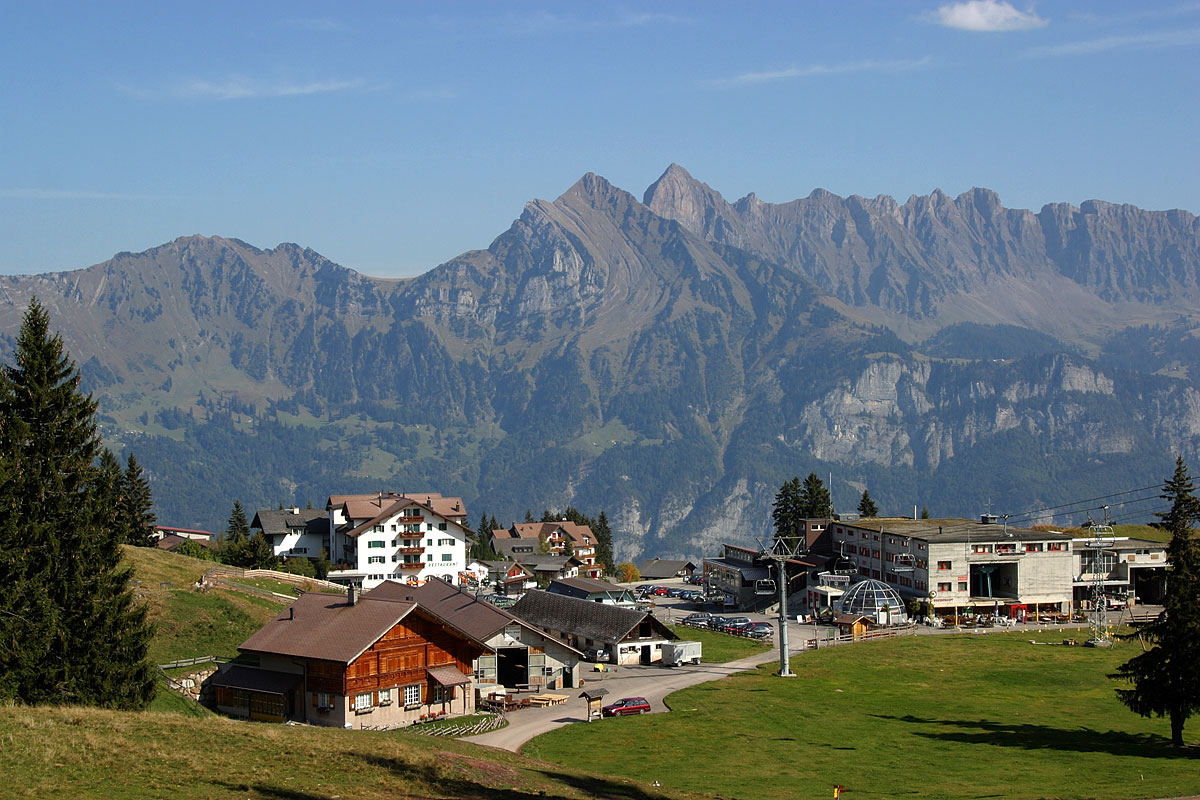
Флюмсерберг, по центру гора Гамсберг (Gamsberg, 2385 м), найвища гора кантону Санкт-Галлен
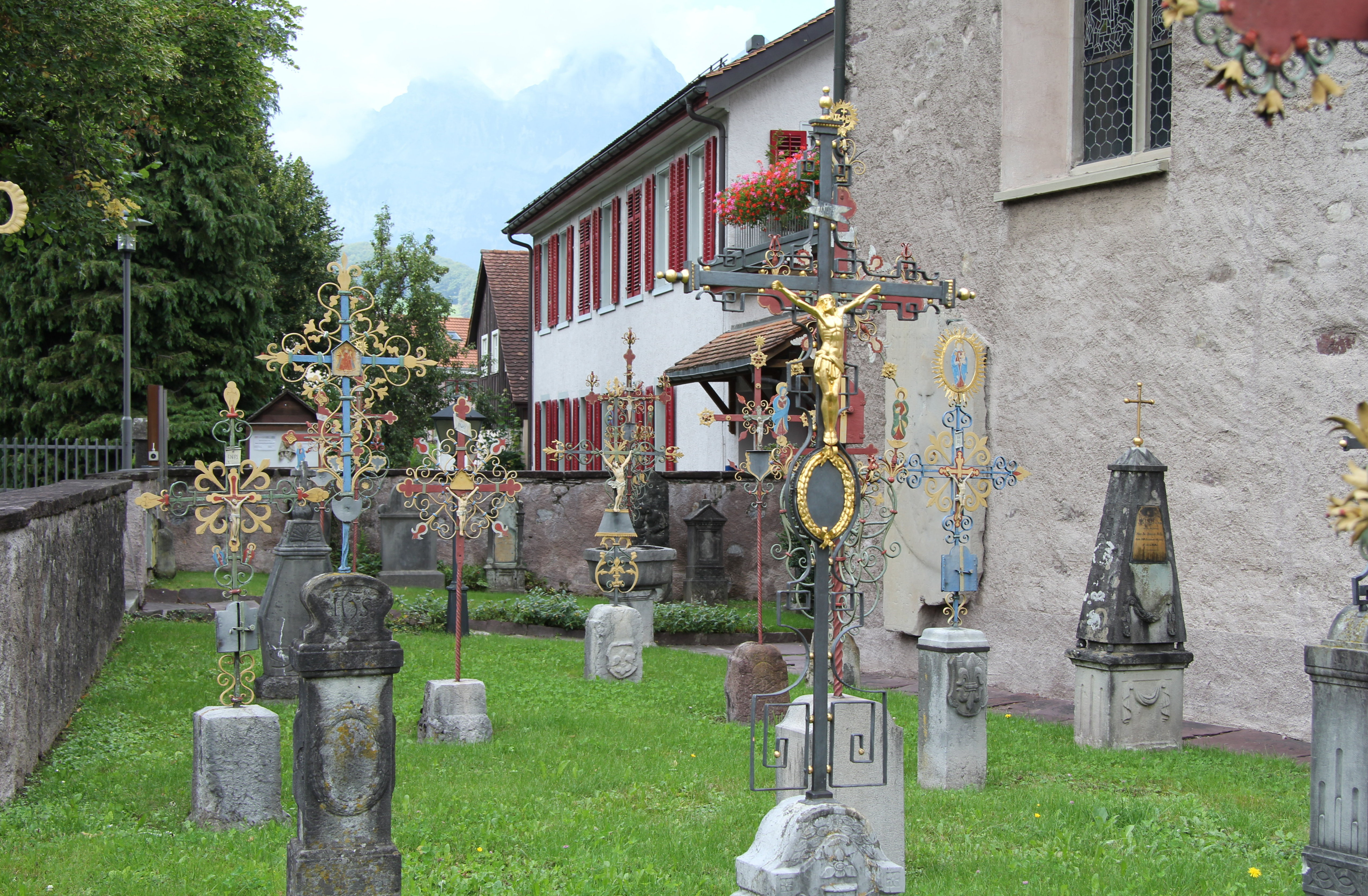
Старий цвинтар біля Церкви Юста
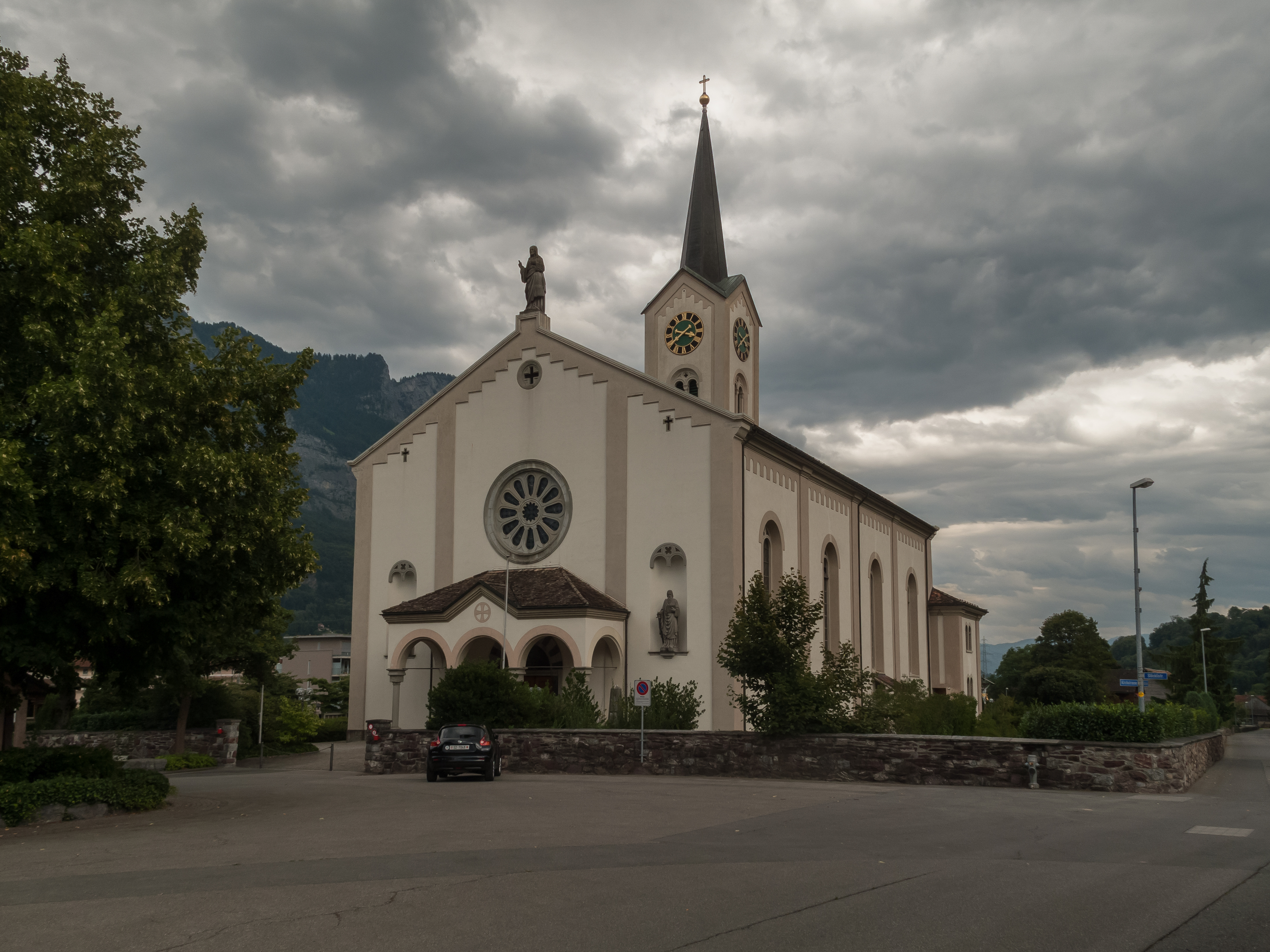
Католицька церква св. Лаврентія
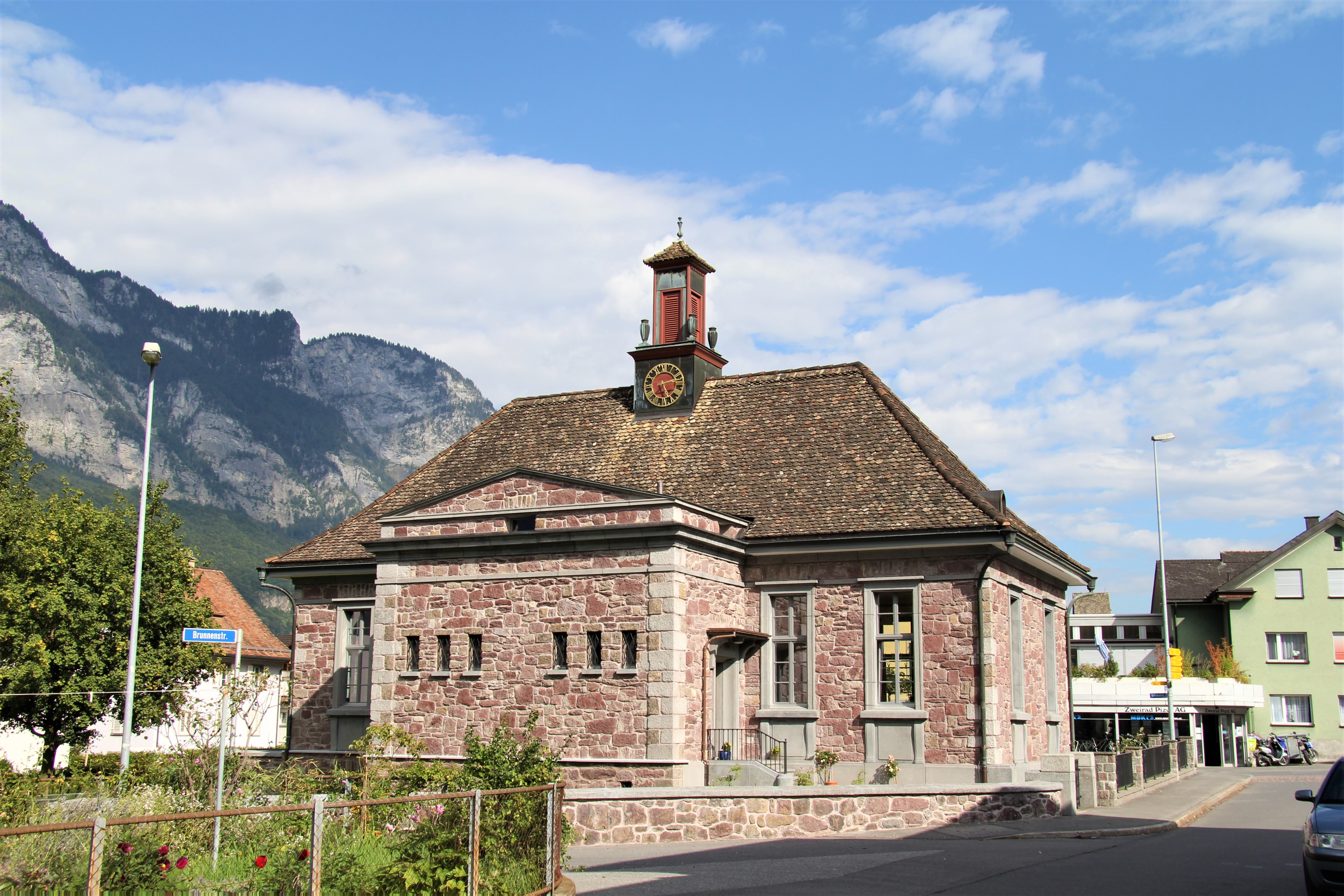
Євангельська церква